# Petar Kraljević
Petar Kraljević (Split, 12. lipnja 1946.) hrvatski je znanstvenik i sveučilišni profesor u mirovini, prorektor Sveučilišta u Zagrebu (1993. – 1998.)

## Životopis
Rođen je 12. lipnja 1946. u Splitu. Roditelji: Ivan i Milka Kraljević rođ. Luketin. Supruga: Damira Kraljević rođ. Biočić. Djeca: Ivan, Kosjenka i Petra. Poznati rođaci: dr. fra Bernardin Sokol (1888. – 1944.)  ) svećenik-franjevac, glazbenik, skladatelj i mučenik (prvi rođak njegove majke) i Tonči Petrasov Marović (1934. – 1991.), hrvatski književnik (njegov prvi rođak). Odrastao u Kaštel-Sućurcu gdje je završio Osnovnu školu. Maturirao je na Klasičnoj gimnaziji u Splitu (1965.). Diplomirao je na Veterinarskome fakultetu Sveučilišta u Zagrebu (veljača, 1971.) magistrirao 1973., a nakon odsluženja vojnog roka, doktorirao 1977. godine na istome Fakultetu. Kao student izradio je tri studentska znanstvena rada. Jedan je rad bio nagrađen prvom nagradom Rektora Sveučilišta u Zagrebu, a jedan je rad nagrađen nagradom „Fonda dra Petra Gjurića“.

## Napredovanje u struci
Demonstrator u Zavodu za fiziologiju Veterinarskoga fakulteta bio je od 1967. do 1970. U istom je Zavodu od listopada 1970. bio demonstrator s punim radnim vremenom, a od 1971. bio je asistent-pripravnik za predment Fiziologija. 1976. izabran je za asistenta, a 1978. za znanstvenog asistenta za predmet Radiobiologija. Akademsku godinu 1980./1981. proveo je u Odjelu za fiziologiju New York State College of Veterinary Medicine, Cornell University (SAD) kao Visiting Assistant Professor. Godine 1982. izabran je za docenta radiobiologije i voditelja Katedre za radiobiologiju u Zavodu za fiziologiju i radiobiologiju Veterinarskoga fakulteta Sveučilišta u Zagrebu. Od 1987. izvanredni je profesor, a od 1992. redoviti profesor radiobiologije. U trajno zvanje redovitoga profesora radiobiologije na Veterinarskome fakultetu Sveučilišta u Zagrebu izabran je 1996. godine. Osim predmeta Radiobiologija predavao je studentima dodiplomske nastave na Veterinarskome fakultetu Uvod u znanstveni rad, a Metode znanstvenoistraživačkoga rada predavao je studentima na poslijediplomskome studiju Veterinarske medicine. Radiobiologiju je predavao i na poslijediplomskom studiju iz Nuklearne medicine na Medicinskome fakultetu Sveučilišta u Zagrebu.

## Stručno usavršavanje
Pohađao je i uspješno završio pedagošku izobrazbu sveučilišnih nastavnika i suradnika u Centru za pedagošku izobrazbu i istraživanje Sveučilišta u Zagrebu (1976./1977.). Godine 1979. pohađao je jednomjesečni tečaj za primjenu radioaktivnih izotopa u veterinarstvu u Havani (Kuba). Kao stipendist IAEA boravio je 1980./1981. na poslijedoktorskom studiju na Cornell University (Ithaca, N.Y., SAD), a mjesec dana proveo je na usavršavanju iz radioekologije na Veterinarskom fakultetu u Beogradu.

## Znanstvena djelatnost
Znanstvena djelatnost prof. Kraljevića obuhvaća niz područja iz fiziologije domaćih životinja i radiobiologije. Posljednjih 30 godina radnoga vijeka usredotočio se isključivo na istraživanje učinaka ionizacijskoga zračenja na domaće životinje, posebno na učinke unutarnje kontaminacije radionuklidima te vanjskoga ozračivanja gama-zračenjem na hematološke i biokemijske procese u peradi. Istraživao je i učinke malih doza gama-zračenja na proizvodne procese u peradi. Izradio je, što sam što u suradnji s drugim kolegama oko 300 radova, od toga je preko 100 znanstvenih radova objvljeno u domaćim i stranim časopisima. Napisao je i dvadesetak stručnih radova te četiri poglavlja u knjigama.

## Ostala djelatnost na Fakultetu
Predsjednik Komisije za znanstveni rad bio je 1991. – 1993.,  predsjednik Povjerenstva za statut i normativne akte 2003. – 2005. kada je koordinirao i sudjelovao u pisanju novog Statuta Veterinarskoga fakulteta. Predsjednik Kadrovskoga povjerenstva bio je 2003. – 2005. Od 1988. do 1994. bio je glavni i odgovorni urednik časopisa Veterinarstvo, a 1993. uredio je dvojezičnu monografiju „Animal Victims of Croatian Homeland War 1990.-1992. – Stradanje životinja u hrvatskom domovinskom ratu 1990.-1992.".

## Rad na Sveučilištu u Zagrebu
Prorektor za nastavu i studente i zamjenik rektora bio je od 1993. do 1998. Jedan je od organizatora dvogodišnjeg Studija informatike za invalide Domovinskoga rata. Sudjelovao je u izradi Statuta Sveučilišta u Zagrebu, bio je član Organizacijskoga odbvora Prve smotre Sveučilišta u Zagrebu (1997.), te koautor knjige Hrvatsko sveučilište za 21. stoljeće - Idejno rješenje razvoja Sveučilišta u Zagrebu (Sveučilišni vjesnik, vol. 44, posebni broj, str. 1-192, 1998.). Od 1993. do 1999. te od 2005. do 2006. bio je predsjednik Matičnoga povjerenstva za područje biomedicine, polje veterina, Zajednice sveučilišta Republike Hrvatske i Ministarstva znanosti i tehnologije RH. Od 1999. d0 2005. bio je potpredsjednik tog Matičnog povjerenstva.

## Društvena aktivnost
Jedan je od osnivača Ogranka Matice hrvatske u Velikoj Gorici. Potpredsjednik tog Ogranka bio je 1990. – 1992. a predsjednik 1992. – 1994. Predsjednik Križarske katoličke organizacije bio je od 1993. do 2001. Član gremija Katholischer AkademischerAuslander- Dienst (KAAD) (Bon -Njemačka) bio je od 2000. do 2005. Jedan je od osnivača i član Studijske grupe na Sveučilištu u Zagrebu „Znanost i duhovnost“ koja djeluje od 2006.

## Priznanja
Kao prorektor Sveučilišta u Zagrebu dobio je Povelju zahvalnosti rektora Sveučilišta u Zagrebu prof. dr. sc. Marijana Šunjića „za izvrsnu suradnju i predani rad u obnovi i razvitku Sveučilišta u Zagrebu“. Veterinarski fakultet dodijelio mu je (2000.) Zahvalnicu „za potporu (kao prorektor, op.pisca)  veterinarskoj struci u izboru prava na stručni naziv doktor veterinarske medicine“. Povodom 100. obljetnice Veterinarski fakultet Sveučilišta u Zagrebu dodijelio mu je Plaketu „za doprinos u razvoju Sveučilišta u Zagrebu i promicanju Fakulteta kao njegove sastavnice“ U posebnome dijelu monografije „100 godina Veterinarskoga faulteta Sveučilišta u Zagrebu 1919-2019“ (ur. prof. dr. sc. Ž. Pavičić) u poglavlju Dodaci, prof. Kraljević uvršten je među „pojedine nastavnike koji su svojim djelovanjem utjecali na zbivanja u pojedinim razdobljima Fakulteta i tako ispisali njegovu povijest (v. Riječ glavnog urednika i Dodatak 12, str. 793). Jedna od vodećih izdavačkih kuća u svijetu, CRC Press, Inc. (SAD) ponudila mu je 1990. godine da za njih napiše knjigu „Veterinary Radiobiology and Radiation Hygiene“. U siječnju 1993., zajedno sa svojom suprugom bio je član delegacije Hrvatske biskupske konferencije (HBK) na Svjetskom molitvenom skupu u Asizu (Italija). Delegaciju je predvodio blagopokojni kardinal dr. Franjo Kuharić, a organizator i voditelj skupa bio je sveti Ivan Pavao II. papa.

## Hobi
Pčelarstvo.

## Odlikovanja
- Red Danice hrvatske s likom Ruđera Boškovića.

## Vanjske poveznice
- Prof. dr. sc. Petar Kraljević - Studijska grupa Znanost i duhovnost Sveučilišta u Zagrebu
- Povijest Zavoda za fiziologiju i radiobiologiju Veterinarskog fakulteta Sveučilišta u Zagrebu[neaktivna poveznica]